# Jewstachij Prokopczyc
Jewstachij Prokopczyc (ukr. Євста́хій Проко́пчиць, ur. 1806, zm. 1 października 1856 w Tarnopolu) – ukraiński działacz społeczny i polityczny, publicysta, pedagog, filolog.

## Życiorys
Ukończył studia teologiczne na Uniwersytecie Lwowskim. W latach 30. i 40. XIX wieku był nauczycielem greki i łaciny w C. K. Gimnazjum w Stanisławowie, w gimnazjum akademickim we Lwowie, w latach 1850–1856 C. K. I Gimnazjum w Tarnopolu. Oprócz nauczania badał wpływ greki na język ukraiński.
W latach 1848–1849 współzałożyciel i przewodniczący Ruskiej Rady w Stanisławowie.
W latach 1849–1850 był zastępcą przewodniczącego Głównej Rady Ruskiej, w której reprezentował skrzydło demokratyczne. Opowiadał się za podziałem Galicji na kanton polski i ukraiński, aktywizacją działalności Ruskich Rad, wprowadzenie nauczania w języku ukraińskim w szkołach Galicji, utworzenie katedry języka ukraińskiego i ukraińskiej literatury na Uniwersytecie Lwowskim, utworzenie ukraińskiej Gwardii Narodowej.
Był autorem artykułów o tematyce politycznej i historycznej, publikowanych w gazetach Wiednia i Pragi.
Jego synem był radca dworu Juliusz Prokopczyc, c. k. urzędnik.